# (6593) 1986 UV
1986 يو في (ويعرف أيضًا باسم (6593) 1986 يو في وفق تسمية الكوكب الصغير) (بالإنجليزية: 1986 UV)‏ هو كويكب ضمن حزام الكويكبات؛ وترتيبه 6593 من حيث الاكتشاف.
اكتُشف هذا الجُرم الفلكي بواسطة Zdeňka Vávrová ‏ في 28 أكتوبر 1986.

## وصلات خارجية
- (6593) 1986 UV في قاعدة بيانات مختبر الدفع النفاث لأجرام النظام الشمسي الصغيرة

- الاكتشاف · مخطط المدار ·  العناصر المدارية · المعلمات المادية

- (6593) 1986 UV على موقع ويكي سكاي: DSS2, SDSS, GALEX, IRAS, Hydrogen α, X-Ray, Astrophoto, Sky Map, Articles and images